# Michele Carcano

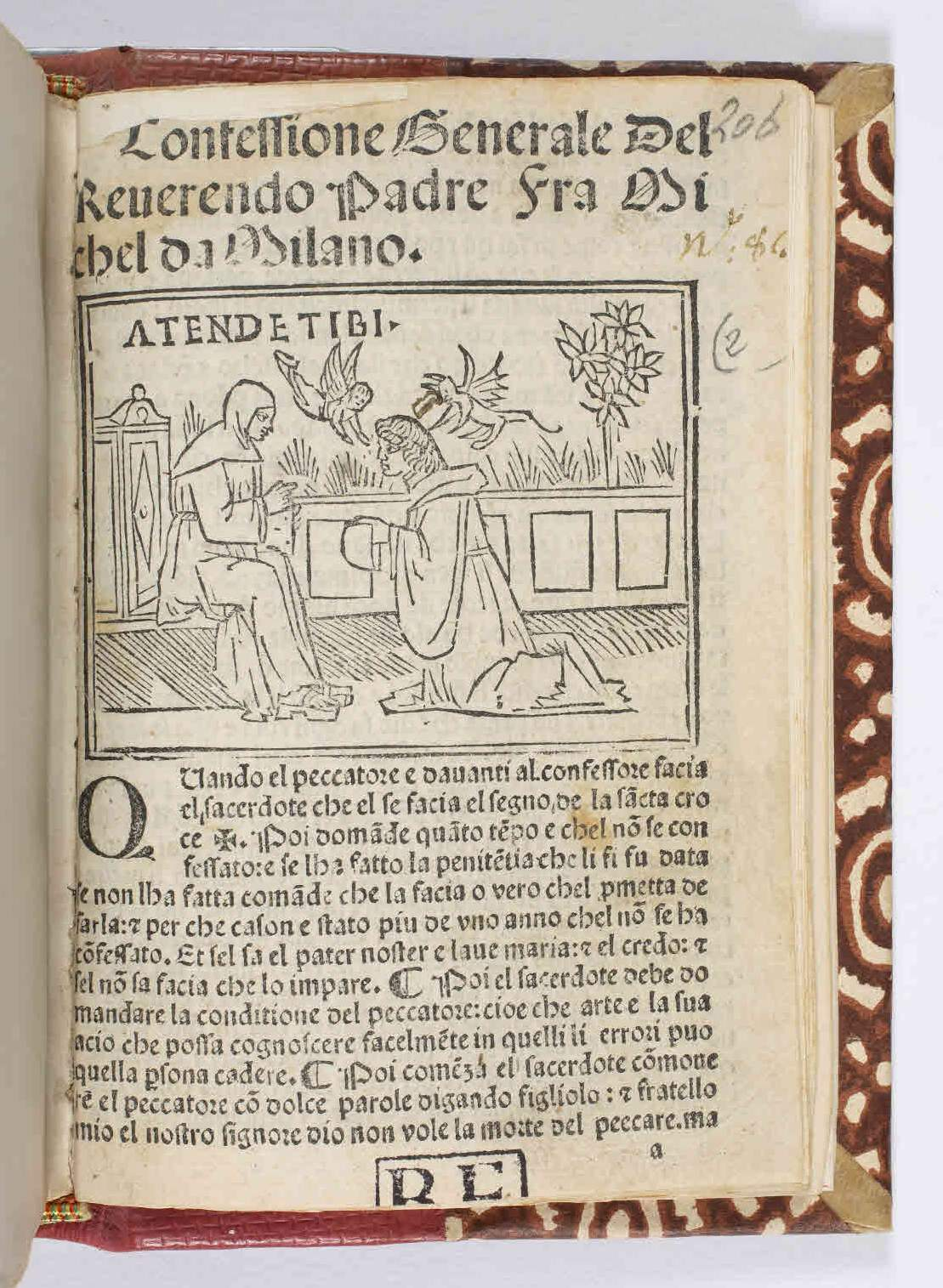
Confessionale generale, 1500

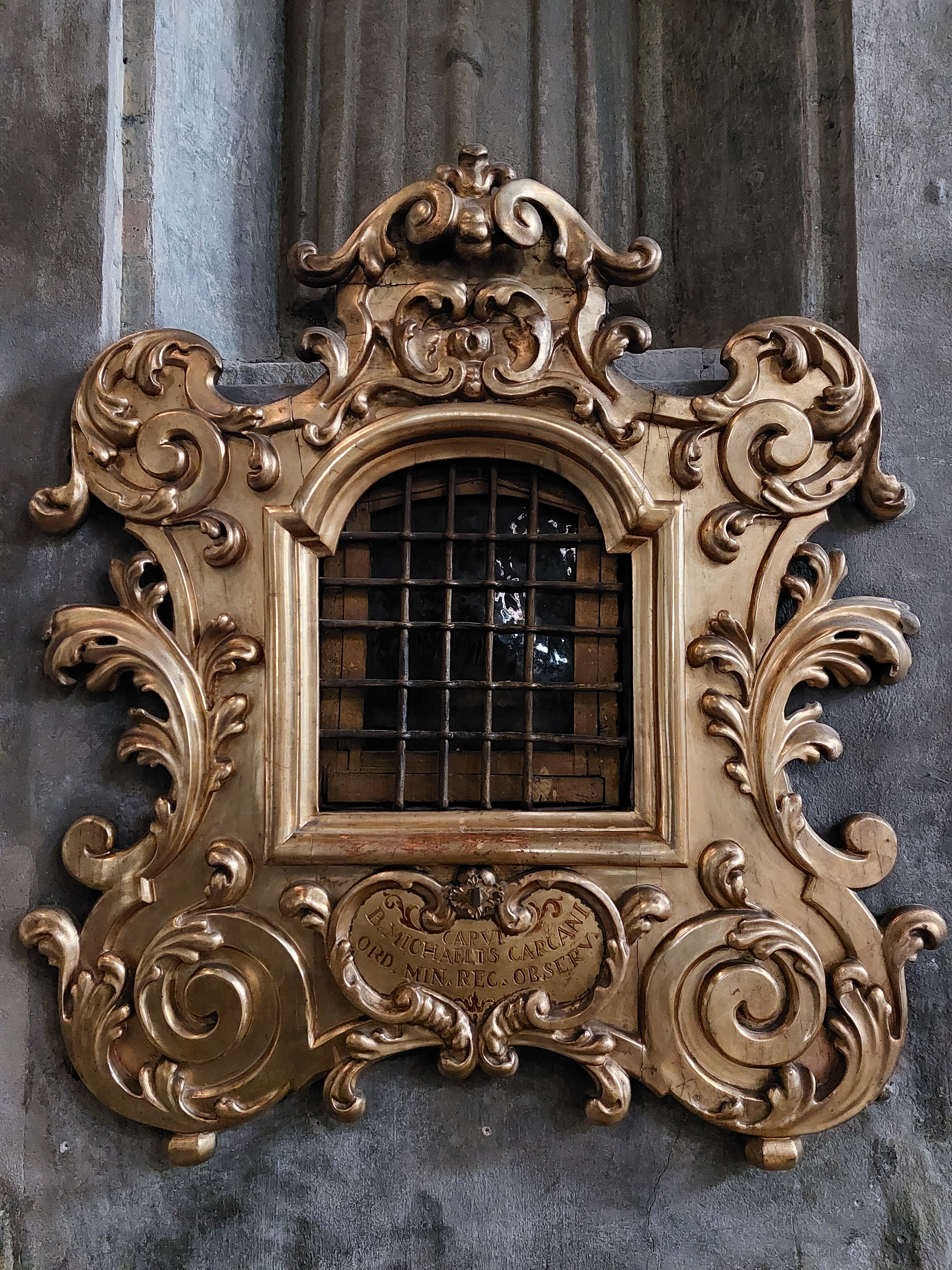
La nicchia dov'è custodito il capo del beato Carcano, nella chiesa di san Francesco a Lodi

Michele Carcano da Milano [lat. Michael de Carcanis de Mediolano] (Lomazzo Milanese, 1427 – Lodi, 20 marzo 1484) è stato un presbitero, francescano e predicatore italiano, venerato come beato dalla Chiesa cattolica. È conosciuto per il suo contributo nella fondazione del sistema bancario dei monti di pietà e per aver promosso la fondazione di istituti ospedalieri di concezione moderna.

## Biografia
Figlio di Donato, Capitano della Repubblica Ambrosiana (1447-1450), dopo l'incontro con san Bernardino da Siena (1380-1444), decise di diventare francescano dell'Osservanza nel convento di Santa Croce in Como. Fu uno dei predicatori più ricercati in Italia, da Roma a Firenze, da Siena a Venezia; oratore ufficiale all'Aquila in occasione della traslazione della salma di san Bernardino da Siena nella nuova basilica a lui intitolata. Per combattere l'usura e venire in soccorso ai poveri, portando in molte città i Monti di Pietà inventati dal collega Barnaba da Terni, soffrendo più volte il bando dallo Stato di Milano per i maneggi degli usurai a corte. Ebbe però l'appoggio ducale quando promosse la riforma ospedaliera per una più efficace amministrazione delle opere pie, azione che portò alla fondazione degli ospedali maggiori di Milano, di Como e di Piacenza.

## L'Ospedale Sant'Anna di Como
L'Ospedale Sant'Anna di Como nasce nel 1468 su iniziativa di Michele Carcano, che si adopera per riformare il sistema sanitario e concentrare in un'unica struttura assistenziale numerosi piccoli ospedali e opere pie medievali sparsi per la città, ottenendo nel 1483 l'approvazione di Papa Sisto IV.

## Opere
I suoi sermoni furono dati alle stampe nel 1492 con il titolo Sermones quadragesimales fratris Michaelis de Mediolano de decem preceptis.